# Leonard Digges
Leonard Digges (1588 - 7 april 1635) was een zeventiende-eeuwse Engelse dichter en vertaler, een lid van de prominente Digges-familie uit Kent - zoon van de astronoom Thomas Digges (1545-1595), kleinzoon van de wiskundige Leonard Digges (1520-1559), en jongere broer van staatsman Sir Dudley Digges (1583-1639).
In 1606 studeerde de jonge Leonard Digges af aan de Universiteit van Oxford (University College) en in 1626 werd hij Master of Arts en verkreeg hij het recht om in het University College te wonen, wat hij deed tot aan zijn dood. Door zijn vriend James Mabbe werd hij beschreven als "een grootmeester van de Engelse taal, met een perfect begrip van het Frans en het Spaans, een goede dichter, en geen middelmatig redenaar." Hij vertaalde The Rape of Proserpine (gedrukt in 1617) van Claudianus. Een andere vertaling van Digges, Gerardo, the Unfortunate Spaniard door Gonzalo de Céspedes y Meneses, werd in 1622 gepubliceerd en door John Fletcher gebruikt als bron voor zijn toneelstukken The Spanish Curate en The Maid in the Mill . De uitgever van Digges was Edward Blount, een van de mannen die de First Folio van de werken van Shakespeare in het jaar daarop zou uitgeven. Het derde van de inleidend gedichten in dat volume is het werk van Digges.
Er zijn ook andere connecties tussen Digges en Shakespeare. Toen John Benson in 1640 de gedichten van Shakespeare in een enkel volume drukte, liet hij de collectie voorafgaan door een gedicht van Digges, dat de populariteit van Shakespeares personages Falstaff, Malvolio en Beatrice en Benedick prijst.
Na de dood van Thomas Digges in 1595 hertrouwde zijn weduwe Anne St. Leger in 1603. Haar tweede echtgenoot en stiefvader van Leonard Digges was Thomas Russell, een vriend van Shakespeare en een van de toezichthouders op het testament van de dichter. Russell woonde in Alderminster, ongeveer zes en een halve kilometer ten zuiden van Stratford-upon-Avon. Sir Dudley Digges, broer van Leonard Digges, was naast zijn andere ambten en verplichtingen, ook lid van de raad van de Virginia Company die in 1607 de kolonie in Jamestown in Virginia op touw zette. Digges was mogelijk degene waardoor Shakespeare weet had van het wrak van de Sea Venture op Bermuda in de zomer van 1609, het verhaal dat hem de inspiratie en het materiaal bezorgde voor The Tempest.